# Anevrina microcilia
Anevrina microcilia är en tvåvingeart som beskrevs av Liu och Fang 2006. Anevrina microcilia ingår i släktet Anevrina och familjen puckelflugor. Inga underarter finns listade i Catalogue of Life.